# Реррас, Ник
Дими́триос Ник Ре́ррас (англ. Dimitrios Nick Rerras; род. 19 февраля 1957, Норфолк, Виргиния, США) — американский политик-республиканец, член Сената Виргинии от 6-го избирательного округа (2000—2008).

## Биография
Родился 19 февраля 1957 года в Норфолке (Виргиния, США) в семье греков.
В середине 1970-х годов окончил среднюю школу в Норфолке.
Служил в Армии США в 9-й пехотной дивизии. Дважды избирался «Солдатом квартала» (англ. Soldier of the Quarter).
Получил степень ассоциата в области электронной технологии в Общественном колледже Тайдуотера и степень бакалавра наук в Филадельфийском библейском университете (сегодня Университет Керн).
В 2000—2008 годах — член Сената Виргинии от 6-го избирательного округа.
В марте 2000 года, благодаря Реррасу и ещё двум членам Сената, Генеральная ассамблея Виргинии, вопреки давлению правительства Турции, приняла резолюцию о признании 24 апреля «Днём памяти жертв геноцида армян» и осуждении кампании, направленной на отрицание этого преступления против человечества.

### Участие в комитетах
- Комитет по общественной безопасности
- Транспортный комитет
- Комитет по вопросам торговли и труда
- Комитет по вопросам образования и здравоохранения

Работает в сфере развития бизнеса и бизнес-маркетинга. Специализируется на оказании услуг в сфере маркетинговых технологий и инженерных услуг, а среди его клиентов высшие федеральные органы государственной власти США, такие как Армия, Береговая охрана, Военно-морские силы и Государственный департамент.

## Личная жизнь
В браке с супругой Гейл имеет сыновей Николаса, Костаса и Роберта, и дочь Хелену. Семья проживает в Норфолке.